# 玄股國

圖出自《古今圖書集成·方輿彙編·邊裔典·第四十二卷》

玄股國，又稱作元股國，是《淮南子》所記海外三十六國之一，位於雨師妾的北方，毛民國的南方，是水中之國。其民稱作玄股民，其人從腰以下整條腿都是黑的，居住在水邊，以魚皮為衣，食黍穀，也以水鷗為食，鳥為夥伴與僕役。
在《山海經·海外東經》、《大荒東經》中有所記載，在《鏡花緣》中有與玄股國相關的情節。